# Casagrandovi
Casagrandovi (v anglickém originále The Casagrandes) je americký animovaný televizní seriál, vysílaný od roku 2019 na televizní stanici Nickelodeon. Vytvořil jej animátor a komiksový kreslíř Chris Savino a vývojář Michael Rubiner. Seriál vypráví o jedenáctileté dívce Ronnie Anne Santiagové, která žije se svou dvanáctičlennou mexickou rodinou včetně ní.

## Postavy

### Hlavní role
- Ronnie Anne Santiagová: Jedenáctileté děvče žije se svými jedenácti příbuznými. Má ráda skateboard a Její nejlepší kámoš a kámoška jsou Lincoln a Sid.
- Bobby:
- Doktor Arturo Santiago:
- Pan Stanley Chang:
- Paní Becca Changová:
- Sid Changová:
- Adelaide Changová:

## Vysílání
| Řada | Díly | Premiéra v USA | Premiéra v USA | Premiéra v ČR   | Premiéra v ČR |
| Řada | Díly | První díl      | Poslední díl   | První díl       | Poslední díl  |
| ---- | ---- | -------------- | -------------- | --------------- | ------------- |
| 1    | 20   | 14. října 2019 | 25. září 2020  | 25. března 2020 | bude oznámeno |
| 2    | 20   | 9. října 2020  | 10. září 2021  | bude oznámeno   | bude oznámeno |
| 3    | 20   | 17. září 2021  | 30. září 2022  | bude oznámeno   | bude oznámeno |